# Кнома
Кнома (сир. ܩܢܘܡܐ, араб. uqnum/qanum) — термин ассирийского богословия, обозначающий «ипостась» (лицо). Сирийский термин «кнома» (qnoma, ܩܢܘܡܐ) по всей видимости произошел от греческого слова «икономос» (οικονομος), которое имело значение “домоправителя”, “управляющего” и т. п., то есть указывало именно на ипостась (ὑπόστασις) в значении индивида (ἄτομον (неделимого) = individuum). Греческий термин «ипостась» всегда переводился на сирийский язык как «кнома». По изложению несторианского епископа Авдишо Низивийского (ум. в 1318 г.) православные, говоря о Христе, исповедовали одну кному и две кйаны (kyane = природы), в то время как несториане говорили о двух кномах и двух кйанах. Персидский католикос Ишояб II (первая пол. VII в.) резюмировал, что Халкидонский Собор учил об одной кноме и двух природах. На рубеже VI-VII в. об одной кноме и двух кйанах учил руководитель нисибийской школы (ок. 571 – 610) Хнана Адиабенский, находившийся в оппозиции несторианину Баваю Низивийскому, учившему о двух кномах; за слова об одной кноме Хнана был обвинён в поддержке учения свт. Кирилла Александрийского и св. императора Юстиниана Великого. Таким образом, термин «кнома» использовался на сирийском языке для обозначения ипостаси в значении индивида. 